# 4667 Robbiesh
A 4667 Robbiesh (ideiglenes jelöléssel 1986 VC) a Naprendszer kisbolygóövében található aszteroida. Robert H. McNaught fedezte fel 1986. november 4-én.